# Colobus satanas
Colobus satanas (Колобус чорний) — вид приматів з роду Colobus родини мавпові.

## Опис
Довжина голови й тіла: 58-72 см, довжина хвоста: 60-97 см, вага: 11 кг. Має повністю чорне хутро з довгим волоссям навколо обличчя і плечей. Тіло струнке, хвіст дуже довгий. Вони мають довгі пальці і кінцівки, задні ноги, як правило, довші, ніж руки. На відміну від всіх інших видів з роду, в якому немовля народжується з чисто білим хутром, немовлята чорного колобуса мають коричневе хутро.

## Поширення
Країни проживання: Камерун; Республіка Конго; Екваторіальна Гвінея; Габон. Живе від 500-2250 м над рівнем моря. Цей вид живе у прибережних вічнозелених, низовинних вологих, гірських і заболочених тропічних лісах. Як правило, знаходиться високо в покрові густого, первинного тропічного лісу, і в цей час присутній тільки в охоронних або непорушених важкодоступних районах.

## Стиль життя
Це високодеревний, денний вид. Харчується насінням і незрілими плодами і показує сильну перевагу листю ліан. Старі листи менш полюбляє і тільки в лісах на піщаних дюнах їсть їх з регулярністю. Цей вид живе в групах в середньому 15 осіб з одним або більше дорослих самців і має річне оселище близько 60 га.
Можуть розмножуватися цілий рік. Самці досягають статевої зрілості приблизно в 6 років, а самиці в 4 роки. Вагітність триває бл. 200 днів.

## Загрози та охорона
Цей вид знаходиться під загрозою втрати середовища проживання через вирубку та розчищування лісів для ведення сільського господарства. На цей вид також широко полюють за м'ясо і шкіру. Це вид занесений до Додатка II СІТЕС і класу B Африканської конвенції. Присутній у заповідних місцях.